# Вігглер

Вігглер Гальбаха

Вігглер (від англ. wiggle — вихляти, згинатися, соватися) — пристрій для генерування синхротронного випромінювання в електронному нагромаджувачі-синхротроні.
Вігглер, поміщений у резонатор (наприклад, два паралельних дзеркала резонатора Фабрі — Перо), — найпростіший варіант лазера на вільних електронах.
Іноді вігглери встановлюють в накопичувачі для керування ступенем загасання бетатронних і синхротронних коливань частинок пучка.

## Опис
Вігглер являє собою магніт, що створює сильне поперечне (як правило, вертикальне) знакозмінне магнітне поле. Його можна уявити як послідовність коротких дипольних магнітів, полярність кожного наступного з яких протилежна до попереднього. Вігглер встановлюється в прямолінійний проміжок електронного синхротрона, і ультрарелятивістський пучок проходить у ньому звивистою траєкторією, близькою до синусоїди, випромінюючи фотони у вузький конус уздовж осі пучка.
Магніти, з яких зібрано вігглер, можуть бути звичайними електромагнітами, надпровідними, або постійними. Типове магнітне поле вігглера — до 10 Тл. Потужність одержуваного синхротронного випромінювання — до сотень кіловат — залежить як від струму пучка, так і від поля, а також від кількості полюсів вігглера (від трьох до декількох десятків). Типовий діапазон довжин хвиль синхротронного випромінювання, що генерується вігглером, — від жорсткого ультрафіолету до м'якого рентгену, хоча існують вігглери з енергією генерованих квантів до декількох МеВ.

## Теорія
Режим роботи вігглера залежить від сталої
{\displaystyle k={\frac {eBl}{2\pi mc}},}
де {\displaystyle e} — заряд електрона, {\displaystyle B} — магнітне поле, {\displaystyle l} — період зміни магнітного поля вздовж осі, {\displaystyle m} — маса електрона, {\displaystyle c} — швидкість світла.
Якщо {\displaystyle k\ll 1}, амплітуда осциляцій мала, і синхротронне випромінювання інтерферує, спектр випромінювання вузький. Такого роду пристрої називають ондуляторами. Власне вігглер характеризується {\displaystyle k\gg 1}, спектр його випромінювання значно ширший, випромінювання від кожного періоду коливань додається некогерентно.